# Тепловизионное обследование
Тепловизионное обследование — метод обследования, который основан на дистанционном измерении тепловизором температур на поверхности ограждающих конструкций.

## Тепловизионное обследование в строительстве
Одним из вариантов энергосбережения является уменьшение тепловых потерь через ограждающие конструкции. Избыточное поступление холодного воздуха в помещение ощущается человеком, однако визуально зафиксировать эти поступления без применения специальных приборов невозможно. Выявить и визуально зафиксировать тепловые потери можно с применением тепловизора.
Тепловизор — прибор теплового неразрушающего метода контроля, который воспринимает и фиксирует тепловое (инфракрасное) излучение объектов.
В процессе тепловизионного обследования решают следующие задачи:
- определение частичных и общих теплопотерь;
- обнаружение скрытых дефектов строительства;
- определение сопротивления теплопередаче ограждающих конструкций.

Тепловой метод неразрушающего контроля дает возможность выявить дефекты тепловой защиты ограждающих конструкций, которые возникли в результате:
- ошибок проектирования;
- нарушения технологии изготовления строительных материалов, правил складирования и транспортировки;
- ошибок и нарушений технологий при строительстве зданий;
- неправильного режима эксплуатации.

Помимо указанных задач в строительной отрасли с помощью тепловизора можно решать ряд дополнительных задач:
- определить месторасположение труб отопления (теплого пола) в полу;
- проверить равномерность прогрева отопительных приборов;
- найти порыв труб отопления, расположенных в полу;
- проверить тепловой контур склада-холодильника на наличие участков, через которые «уходит» холод.

Тепловизионное обследование в строительной отрасли позволяет эффективно выполнять теплоизоляцию ограждающих конструкций, а при необходимости, выявлять дефекты тепловой защиты здания.

## Тепловизионное обследование в энергетике
В энергетике тепловизионную диагностику применяют при обследовании:
- дымовых труб;
- паропроводов, паровых и водогрейных котлов;
- прудов-охладителей электростанций;
- тепловых сетей.

### Дымовые трубы
На долговечность и эксплуатационное состояние дымовых труб влияет ряд факторов:
- качество материалов, из которых выполнена дымовая труба;
- качество монтажных работ при возведении конструкции трубы;
- возможность образования конденсата на поверхности труб;
- степень агрессивности среды, в которой эксплуатируется труба.

В процессе эксплуатации дымовой трубы могут возникать различные дефекты: разрывы, трещины, сколы кирпича или бетона, отслоение кирпича и бетона, вертикальные и горизонтальные трещины, образование конденсата и наледи, химическая и электрохимическая коррозия бетона (раствора, металла), разрушение защитных покрытий.
Для их выявления выполняют визуальное и тепловизионное обследование конструкции дымовой трубы.

### Паропроводы, паровые и водогрейные котлы
От качества тепловой изоляции указанных элементов зависят фактические теплопотери, которые возникают при прохождении теплоносителя по паропроводам. Кроме того в процессе эксплуатации материалы тепловой изоляции частично теряют свои изолирующие свойства, в результате чего возрастают тепловые потери и температура на поверхности теплоизоляции. Каждый процент превышения норм теплопотерь соответствует перерасходу топлива. Это значит, что систематический контроль качества тепловой изоляции является экономически целесообразным.
Применение контактных средств измерений (термощупы, тепломеры) не всегда возможно из-за трудностей доступа к объекту контроля. В таком случае трудоемкость обследования можно снизить применив тепловизионную съемку.

### Пруды-охладители электростанций
Термография прудов-охладителей позволяет увидеть, как распределяется температура по акватории. Это дает возможность определить тепловые течения в водохранилищах, оценить эффективность охлаждения воды, выявить несанкционированные сбросы в водоемы, влияющие на тепловой режим энергетического оборудования тепловых электростанций.

### Тепловые сети
Контроль состояния подземных тепловых сетей основан на дистанционном измерении поля температуры на поверхности грунта над теплотрассой и сравнении измеренных значений с расчетными, полученными методом математического моделирования возможных нарушений теплового режима сетей.